# Etimon
Etimon (grč. ἔτυμος, étymos, 'pravi, istiniti') filološki je pojam koji označava riječ iz koje se razvila neka druga riječ. Predstavlja povijesni izvor riječi, odnosno »iskonsko značenje«. Iz riječi etimon razvio se naziv za etimologiju, lingvističku disciplinu koja proučava nastanak i povijesnu povezanost među riječima.